# Psycho Realm
Psycho Realm war eine lateinamerikanische Hip-Hop-Gruppe aus Los Angeles. Ihre Mitglieder waren Sick Jacken (Joaquin Gonzalez) und sein Bruder Duke (Gustavo Gonzalez). Beide stammen aus dem Pico-Union-Stadtteil in Los Angeles.

## Geschichte
Im Jahre 1993 wurden sie von Louis Freese (B-Real von Cypress Hill) auf dem „Increase the peace - En barrio warfare“-Festival (Initiative gegen Gangkriminalität) entdeckt, der sie bei einem Auftritt in der Olvera Street in Downtown Los Angeles sah. Er sprach die beiden nach der Show an und unterstützte sie ein paar Jahre später (1997) bei ihrem ersten Album The Psycho Realm. Dieses Album erschien auf Sony Records, da Cypress Hill damals auch ihre Alben auf jenem Label veröffentlichte. Sony bot Psycho Realm an, ein weiteres Album zu produzieren, jedoch mit der Auflage, die Inhalte der sehr politischen Texte abzuschwächen. Psycho Realm beendeten daraufhin ihre Zusammenarbeit mit Sony Records und gründeten 1999 ihr Label „Music of the Mask“.
Im Januar 1999 wurde Big Duke bei einer Auseinandersetzung in East Los Angeles in den Hals geschossen. Nach einer Wiederbelebung stellten die Ärzte eine Lähmung vom Hals abwärts fest. Einige Songs zum Album A War Story Book 2 waren aber schon mit Duke aufgenommen. Sein letzter Song war Poison Rituals. Psycho Realm wurde daraufhin aufgelöst und Jacken schloss sich mit Crow und Cynic von Street Platoon zusammen. Gemeinsam mit DJ FM gründeten sie „Sick Symphonies“. Big Duke hat dabei eine beratende Rolle und hält über die Website der Band Kontakt zu den Fans. Er plant, in naher Zukunft ein rocklastiges Album zu produzieren.
Sick Symphonies vertreiben ihre Alben selbst, steuern die Produktion ihrer Musik und übernehmen auch das Merchandising.
Weiterhin hat die Musik von Sick Jacken, der 2009 ein Solo-Album veröffentlichte, eine sehr politische/spirituelle Attitüde.
Mit dem DJ von Cypress Hill, DJ Muggs, veröffentlichte Jacken ein Album, außerdem war er auf dem 2009 erschienenen Album Soul Assassins - Intermission, einem Projekt von DJ Muggs, vertreten.

## Diskografie
- 1997: The Psycho Realm
- 1998: Unreleased
- 1999: A War Story Book I
- 2003: A War Story Book II
- 2005: Sick Symphonies – Sickside Stories
- 2006: Sick Jacken & Cynic – The Terror Tapes Vol. 1
- 2007: DJ Muggs vs. Sick Jacken – Legend of the Mask & the Assassin
- 2009: Sick Jacken – Stray Bullets
- 2012: Sick Jacken & Cynic – Terror Tapes 2
- 2016: Sick Jacken – Psychodelic